# Salvatore Nunnari
Salvatore Nunnari (Reggio Calabria, 1939. június 11.) olasz főpap, a Sant’Angelo dei Lombardi-Conza-Nusco-Bisacciai főegyházmegye, majd a Cosenza-Bisignanói főegyházmegye érseke 2004. december 18-tól 2015. május 15-ig, nyugalmazásáig.

## Életrajz
Salvatore Nunnari Reggio Calabria-ban tanult, ahol pappá szentelték 1964. július 12-én. A jezsuiták Ignatianum teológiai egyetemén tanult Messinában. Tevékenykedett mint újságíró és mint a kalabriai újságírók szervezetének elnökhelyettese.
1970-ben ő volt az Egyetemisták Katolikus Mozgalmának egyházmegyei asszisztense.
1983-tól 1999-ig a S. Maria del Divin Soccorso parókiát vezette, amikor kinevezték a Sant'Angelo dei Lombardi-Conza-Nusco-Bisaccia érsekévé 1999. január 30-án. A felszentelése március 20-án történt.
2004. december 18-án II. János Pál pápa kinevezte Cosenza-Bisignano érsekévé.
Nyugalmazásáig, Salvatore Nunnari az Olasz Érseki Konferencia Assisi Szent Ferenc és Szienai Szent Katalin alapítványa tanácsadója volt.
Ferenc pápa 2015. május 15-ével nyugalmazta.

### Mottó és címer

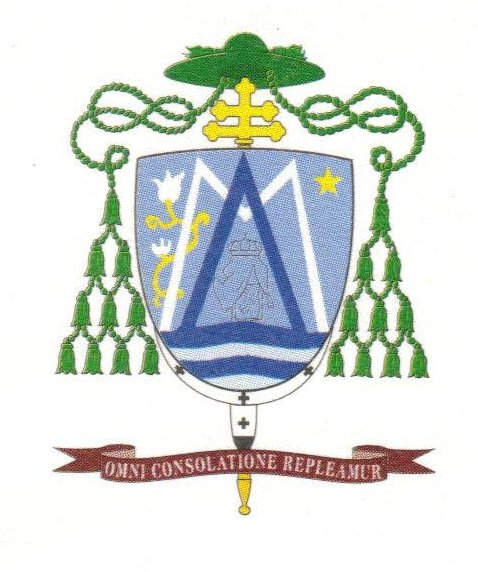

« Omni consolatione repleamur »

## Művei
- Pensieri sparsi, ed. Costruiamo insieme la comunità, Reggio Calabria, 2000
- Scelta e condivisione, Rubbettino, Soveria Mannelli, 2005